# Biuletyn Szadkowski
Biuletyn Szadkowski – rocznik ukazujący się od 2001 roku. Wydawany przez Uniwersytet Łódzki przy współpracy Urzędu Miasta i Gminy Szadek. Tematyką związany z regionem szadkowskim z uwzględnieniem historycznej roli Szadku, gdy był on jednym z głównych ośrodków miejskich centralnej Polski.
Na swych łamach podejmuje tematy środowiska przyrodniczego i antropogenicznego, zagadnienia rozwoju społeczno-ekonomicznego oraz szeroko rozumiane dziedzictwo kulturowe.

## Zespół redakcyjny[2].
- prof. dr hab. Tadeusz Marszał - redaktor naczelny (Uniwersytet Łódzki)
- dr hab. Szymon Wiśniewski - sekretarz redakcji (Uniwersytet Łódzki)
- dr Tomasz Figlus (Uniwersytet Łódzki)
- Elżbieta Jarczak (Szadek)
- Katarzyna Kilian-Harszkiewicz (Szadek)
- dr Anna Majewska (Uniwersytet Łódzki)
- Dorota Stefańska (Towarzystwo Przyjaciół Szadku)
- dr Jarosław Stulczewski (Towarzystwo Przyjaciół Zduńskiej Woli)
- dr Piotr Szkutnik (Uniwersytet Łódzki)